# هومن آذرکلاه
هومن آذرکلاه (۱۳ آبان ۱۳۲۸ – ۱ خرداد ۱۴۰۳) بازیگر سرشناس تئاتر اهل ایران بود.

## آغاز زندگی
هومن آذرکلاه در  ۱۳ آبان ۱۳۲۸ در تهران زاده شد. او از اواخر دهه ۱۳۴۰ و سراسر دهه ۱۳۵۰ خورشیدی در نمایش‌های تئاتری زیادی فعالیت داشت. او در سال ۱۳۴۸ تحصیل در رشته کارگردانی و هنرپیشگی تئاتر دانشکده هنرهای دراماتیک را آغاز کرد. او پس از فارغ‌التحصیلی همچنان به فراگیری از استاد دانشگاه خود رکن‌الدین خسروی ادامه داد. او مهارت زیادی در سیستم استانیسلاوسکی و  سبک تئاتری برشت داشت.

## پس از انقلاب
او در دوره کوتاه پس از انقلاب ۱۳۵۷ در نمایش‌هایی به کارگردانی رکن‌الدین خسروی کار کرد که نمونه‌های آن از قبیل استثناء و قاعده (برتولت برشت)، سیزوئه بانسی مرده است (آثول فوگارد)، و گوشه‌نشینان آلتونا (ژان-پل سارتر) هستند. اما با خیلی زود با سرکوب گروه‌های سیاسی و محدودیت کاری و به‌ویژه اعدام دوستش سعید سلطان‌پور در سال ۱۳۶۱ به فرانسه رفت.

## در تبعید
زندگی در تبعید تاثیر بدی بر کارنامه هنری او داشت. اما او با وجود سختی‌ها و محدودیت‌ها از هر فرصتی برای ارائه ذوق و استعداد خود بر صحنه تئاتر استفاده کرد. نخستین نمایش‌های در تبعید او اتللو در سرزمین عجایب نوشته غلامحسین ساعدی (۱۳۶۳) و نوروز پیروز است (۱۳۶۵) هر دو به کارگردانی ناصر رحمانی‌نژاد بودند که درونمایه انتقادی و اعتراضی داشتند. او در سال ۱۳۷۰ در نمایش رستمی دیگر، اسفندیاری دیگر به نوشته و کارگردانی ایرج جنتی عطایی به همراه بهروز وثوقی بازی کرد.
با مهاجرت رکن‌الدین خسروی به خارج از ایران، هومن همکاری با او را از سر گرفت و آنها در مارس ۱۹۹۸ نمایش تک‌نفره یادداشت‌های یک دیوانه را در لندن اجرا کردند.
هومن آذرکلاه با وجود مشکلات مالی از پذیرفتن هر کار و اجرایی خودداری می‌کرد و تنها کارهایی را می‌پذیرفت که درونمایه، صلاحیت، و خلاقیت هنری کارگردان را باب طبع خود می‌یافت.
هومن آذرکلاه در سال ۱۳۹۴ در نمایش در انتظار سحر را به نوشته و کارگردانی محسن یلفانی را به همرای حمید دانشور بازی کرد. او در سال ۱۴۰۲ او در نمایش مرگ و دوشیزه نوشته آریل دورفمان، به کارگردانی حمیدرضا جاودان بازی کرد که درونمایه آن افشای حکومت‌های دیکتاتوری و شکنجه است. در همان سال در دو نمایش دیگر  به کارگردانی رضا علامه‌زاده بازی کرد. نخست نمایش مصدق در نقش امیرحسین آزموده و آخرین کار او داستان دو مرد در آذر ۱۴۰۲ بود.

## درگذشت
هومن آذرکلاه در ۱ خرداد ۱۴۰۳ در خانه خود در پاریس درگذشت و در گورستان پر-لاشز در نزدیکی گورهای صادق هدایت و غلامحسین ساعدی به خاک سپرده شد.